# 国際連合平和活動局
平和活動局（へいわかつどうきょく、Department of Peace Operations, DPO）は、国際連合事務局の一部門であり、国際連合平和維持活動(PKO)の計画、準備、管理、指揮を担当する。1992年に平和維持活動局(Department for Peacekeeping Operations, DPKO、PKO局)として設立され、2019年1月1日に国連の平和・安全機関の再編の一環としてDPOに改組された。DPOはDPKOの中核的な機能と責任を維持しつつ、結束、異なる資源や知識の統合、人権の促進をより重視している。
年間予算は約65億ドルであり、国連の通常予算を上回る国連最大の機関である。2020年3月現在、DPOは13の平和維持ミッションに従事する8万1370人の要員を監督している。

## 歴史
DPOの起源は、1948年の国連インド・パキスタン軍事監視団(UNMOGIP)と国連休戦監視機構(UNTSO)の創設に遡る。1980年代後半までは、歴代の特別政治問題担当事務次長のラルフ・バンチ、ブライアン・アークハート、マラック・グールディングを中心とした特別政治問題局の6人の職員が平和維持活動を運営していた。当初から、国連平和維持活動は、国家間停戦のための従来の平和維持活動や古典的な平和維持活動にも適用される明確な教義に基づいて運営されていた。すなわち、平和維持職員は、どちらか一方の味方になることと銃器を提供すること、自衛のために温存すること、政治に口出しすることはなかった。
平和維持活動局(DPKO)は、1992年3月、ブトロス・ブトロス＝ガーリが国連事務総長に就任した際に創設された。その創設は、ガーリが事務総長として最初に決定した事項の一つだった。組織的には、それまでの現地管理・兵站部(FALD)（従属部局として活動を続けていた）の業務を格上げ・拡充するものである。グールディングが平和維持担当事務次長に就任し、コフィー・アナンを事務次長補に任命した。しかし、DPKO の役割が明確になったのは、1992年6月にガーリ事務総長が報告書「平和への課題」を発表してからである。

## 組織構造

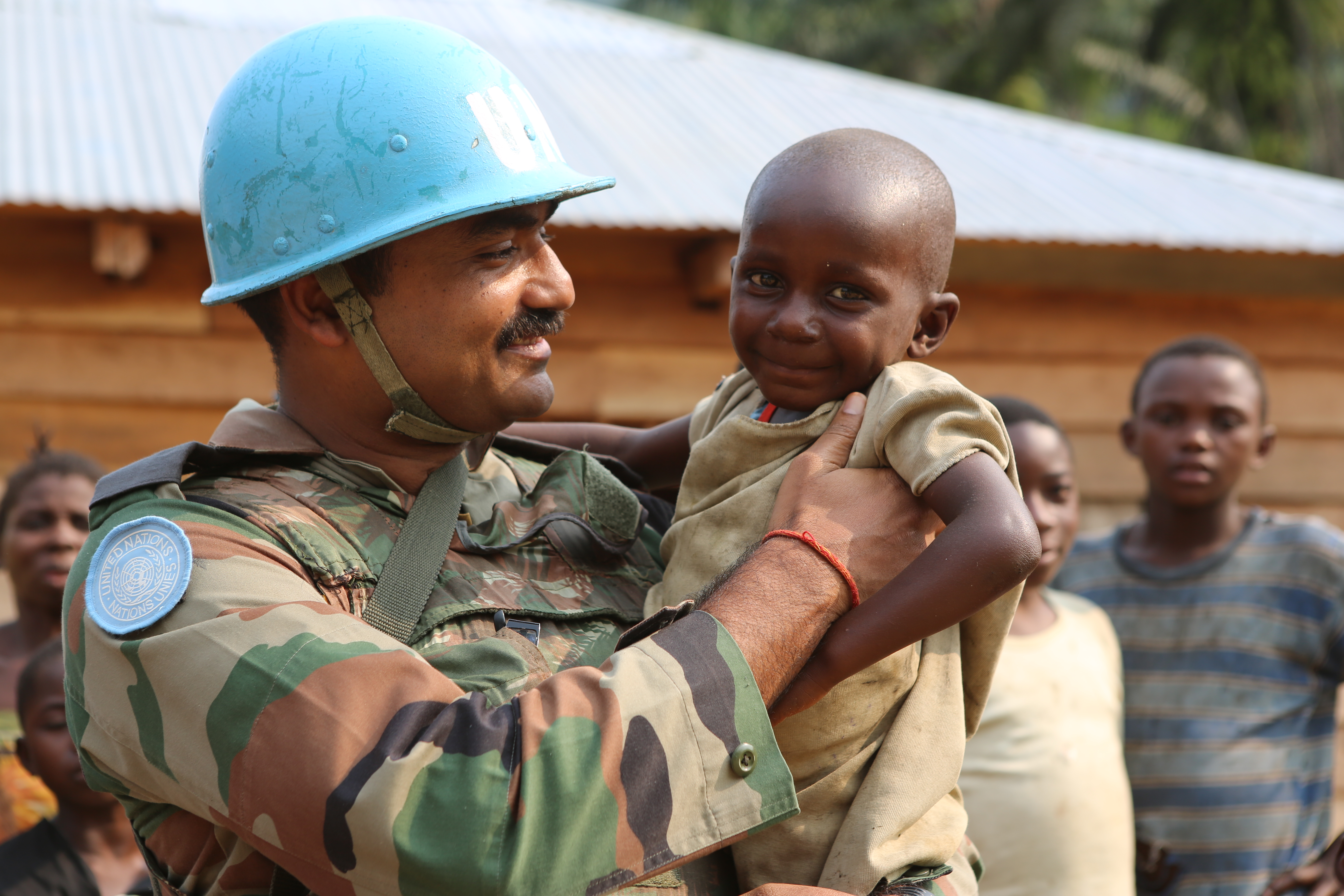
コンゴ民主共和国安定化ミッション(MONUSCO)に参加中のインドの平和維持隊員（2000年）

DPOは2つの主要組織に分かれている。作戦部(Office of Operations)と作戦行動支援部(Office of Mission Support, OMS)である。
作戦行動支援部には後方支援部門と管理部門が含まれ、DPOの作戦行動の後方支援、人事、財務支援を行っている。OMSは、国連加盟国が行う平和維持活動への部隊所有装備品(CoE)、兵員、サービスの提供に対して、国連加盟国への財政的償還を決定する責任を負っている。Letter of assistはこの中で重要な役割を果たしている。DPOには地雷対策、訓練、ベストプラクティス、軍事・警察の各部門もある。
2007年3月の国連総会決議「平和維持活動における組織の能力強化」では、DPOの再構築と、DPOから分離した現地支援局(DFS)の設置を求めている。DPOはPKOの政策立案と戦略的方向性を提供し、DFSはPKOにおける事務・後方支援を調整する。
この再編成は、2005年の「平和活動2010」と題したDPO改革の取り組みと並行して行われた。これは、「国連平和維持活動に関するパネル報告書」（ブラヒミ報告書）で着手された改革をさらに追求するものである。これには、人員の増強、現地スタッフと本部スタッフの勤務条件の調和、ガイドラインと標準業務手順の整備、平和活動局と国連開発計画(UNDP)・アフリカ連合・欧州連合との連携体制の改善などが含まれていた。この改革努力の一環として、国連平和維持のための内部ドクトリンや指針をより明確にしたことが挙げられる。2008年には「キャップストーンドクトリン」と呼ばれる最高レベルのDPOドクトリン文書が発行された。

## 歴代の長
以下に、前身の特別政治問題局を含めた歴代の長（担当事務次官）の一覧を示す。
| 代 | 肖像 | 氏名 （生没年）                      | 任期          | 任期           | 任期          | 国             | 着任時の事務総長               | 出典   |
| 代 | 肖像 | 氏名 （生没年）                      | 着任日        | 離任日         | 在任期間      | 国             | 着任時の事務総長               | 出典   |
| -- | ---- | ------------------------------------ | ------------- | -------------- | ------------- | -------------- | ------------------------------ | ------ |
|    |      | ラルフ・バンチ (1903–1971)           | 1961年        | 1971年12月31日 |               | アメリカ合衆国 | ダグ・ハマーショルド           |        |
|    |      | ブライアン・アークハート (1918–2021) | 1972年1月1日  | 1986年12月31日 | 14年 + 11か月 | イギリス       | クルト・ヴァルトハイム         |        |
| 1  |      | マラック・グールディング (1936–2010) | 1987年1月1日  | 1993年2月28日  | 6年 + 1か月   | イギリス       | ハビエル・ペレス・デ・クエヤル | [ 11 ] |
| 2  |      | コフィー・アナン (1938–2018)         | 1993年3月1日  | 1996年12月31日 | 3年 + 9か月   | ガーナ         | ブトロス・ブトロス＝ガーリ     | [ 12 ] |
| 3  |      | ベルナール・ミィエ (1946-)           | 1997年1月28日 | 2000年9月30日  | 3年 + 8か月   | フランス       | コフィー・アナン               | [ 13 ] |
| 4  |      | ジャン＝マリー・ゲーノ (1949-)       | 2000年10月1日 | 2008年6月30日  | 7年 + 8か月   | フランス       | コフィー・アナン               | [ 14 ] |
| 5  |      | アラン・ル・ロイ (1953-)             | 2008年6月30日 | 2011年8月25日  | 3年 + 1か月   | フランス       | 潘基文                         | [ 15 ] |
| 6  |      | エルベ・ラドスース (1950-)           | 2011年9月2日  | 2017年3月31日  | 5年 + 6か月   | フランス       | 潘基文                         | [ 16 ] |
| 7  |      | ジーン・ピア・ラクロワ (1960-)       | 2017年4月1日  | （現職）       | 8年 + 4か月   | フランス       | アントニオ・グテーレス         | [ 17 ] |

## 財務
平和維持活動の資金の大部分は一般予算と同様に充当される。ただし、安全保障理事会常任理事国は、より大きな分担金を支払うことが求められている。また、全ての国は各国が選択したミッションに追加の資金や装備、その他のサービスを自由に拠出することができる。

## 進行中の作戦
2010年現在、DPOはアフリカ、カリブ海諸国、中東、アメリカ州、ヨーロッパ、アジアで16のミッションを指揮している。これらのミッションには、10万人以上の軍人と民間人が従事している。2006年7月から2007年6月までに承認された年間支出総額は50億米ドルを超えている。
2006年10月の記者会見で、当時の事務次官ジャン＝マリー・ゲーノは、平和維持活動は過去最高の水準に達しており、レバノン暫定駐留軍(UNIFIL)と東ティモール統合ミッション(UNMIT)が完全な戦力に達し、国連ミッションがダルフールに進出した場合には、今後も拡大していくと発表した。